# Église Notre-Dame-Immaculée de Bruxelles
L’église Notre-Dame-Immaculée (en néerlandais : Onze-Lieve-Vrouw-Onbevlekt-Ontvangenkerk) est un édifice religieux catholique sis sur la place du Jeu de Balle, dans le quartier des Marolles, à Bruxelles. De style néo roman l’église est construite en 1854 pour les pères Capucins qui en font leur paroisse.  L’église est paroisse catholique. 

## Histoire
En 1587, les pères Capucins s’installent à Bruxelles. Ils demeurent durant un peu plus de deux siècles.  À la fin de 1796, durant la période révolutionnaire française  leur couvent est confisqué et vendu publiquement par les Français comme ‘bien national’. 
Au XIXe siècle, en 1852, les capucins sont de retour. Ils s’installent au cœur de la ville, près de la place du Jeu de Balle, dans le quartier des Marolles.  
Une église est rapidement mise en chantier. Les travaux débutent en 1854. Jan Appelmans en est l’architecte. Il a dessiné une curieuse façade néo-romane en briques rouges dont les deux étages supérieurs forment pignon. Tout au sommet: une horloge. En 1912 l’église devient paroisse catholique. 

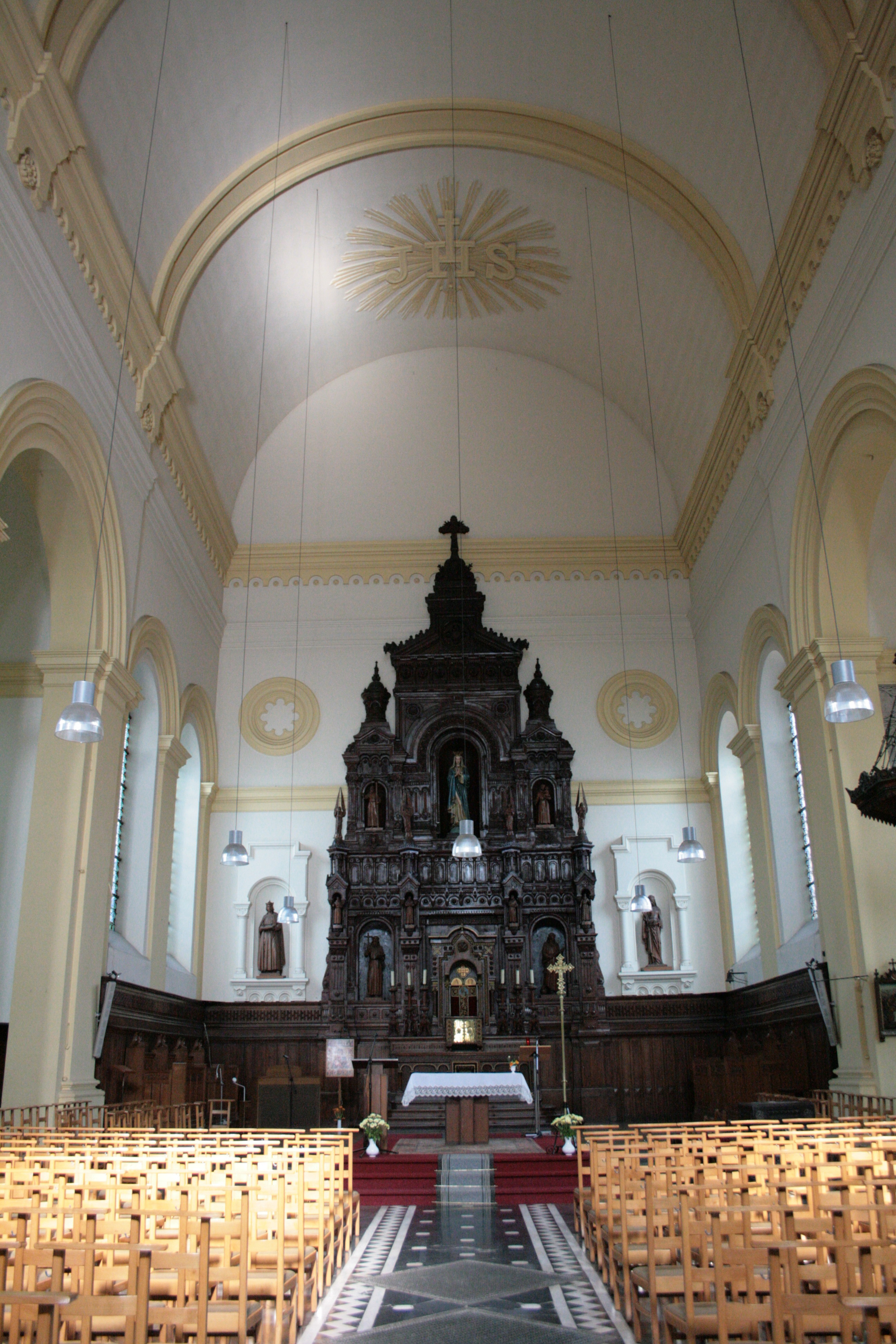
Sanctuaire et maitre-autel de l'église (œuvre de Charle-Albert)

## Patrimoine
- Le décorateur  Charle-Albert en dessine le maître-autel en bois de chêne.
- Les fonts baptismaux sont d'Oscar Tinel (1852-1913), un parent du musicien Edgar Tinel.
- L'orgue, datant de 1917, est œuvre du facteur bruxellois Jean-Émile Kerkhoff (1859-1921).